# Brachyscelidiphaga
Brachyscelidiphaga är ett släkte av steklar. Brachyscelidiphaga ingår i familjen puppglanssteklar.
Kladogram enligt Catalogue of Life:
| Brachyscelidiphaga | \| \| Brachyscelidiphaga aeschyli \| \| \| \| \| \| Brachyscelidiphaga aurea \| \| \| \| \| \| Brachyscelidiphaga flava \| \| \| \| \| \| Brachyscelidiphaga pulchrivariegata \| \| \| \| \| \| Brachyscelidiphaga variegata \| \| \| \| |
|                    | \| \| Brachyscelidiphaga aeschyli \| \| \| \| \| \| Brachyscelidiphaga aurea \| \| \| \| \| \| Brachyscelidiphaga flava \| \| \| \| \| \| Brachyscelidiphaga pulchrivariegata \| \| \| \| \| \| Brachyscelidiphaga variegata \| \| \| \| |
|                    | Brachyscelidiphaga aeschyli |
|                    | |
|                    | Brachyscelidiphaga aurea |
|                    | |
|                    | Brachyscelidiphaga flava |
|                    | |
|                    | Brachyscelidiphaga pulchrivariegata |
|                    | |
|                    | Brachyscelidiphaga variegata |
|                    | |